# Пандемия от COVID-19 в Северна Македония
Пандемията от коронавирус в Северна Македония започва на 26 февруари 2020 г., когато е потвърден първият случай. Заразена е жена от Скопие, която е била за известно време в Италия.

## Хронология
Февруари
- 26 февруари – първи случай, при който е заразена жена от Скопие, която е била за месец в Италия, на гости при роднини.[1]

Март
- 6 март – втори и трети случай, при който двойка от Дебър на 62 и 68 години, пристигат преди 10 дни в Северна Македония с автобус от Бреша, Италия.[2]
- 9 март – заразена е директорка на Клиниката за кожни заболявания пристига преди седмица от Италия, където е работила активно през последните пет дни.[3] Още трима от село Вапа (Център Жупа), близките роднини на двойката от Дебър, са получили положителни резултати и са прехвърлени в Скопие.[4]
- 11 март – потвърдени са 2 два случая от Дебър, според съобщенията, те са били в контакт с първите случаи в града, но преди това не са тествани.[5] Правителството на страната въвежда за следващия ден задължителна самоизолация в период от 14 дни за всички лица, които идват от държавите с висок и среден риск от заразяване с коронавирус. След това се въвежда и забрана за масови събирания и събития на открито и закрито, както и за всички културни мероприятия на територията на Северна Македония, с над 1000 участници. Взето е още решение за забрана на присъствие на публика на всички спортни събития на територията на страната през следващите 30 дни.[6]
- 14 март – 8 души се тестват за коронавирус, като 6 от тях са с положителни проби (5 от Дебър и един в Скопие, завърнали се от пътуване до Испания).[7]

## Статистика

### По дни
| Ден              | Нови случаи | Общо случаи (с натрупване) | Общо смъртни случаи (с натрупване) | Нови места |
| 26 февруари 2020 | 1           | 1                          | 0                                  | Скопие     |
| 6 март 2020      | 2           | 3                          | 0                                  | Дебър      |
| 9 март 2020      | 4           | 7                          | 0                                  |            |
| 10 март 2020     |             |                            | 0                                  |            |
| 11 март 2020     | 2           | 10                         | 0                                  |            |
| 13 март 2020     | 2           | 12                         | 0                                  |            |
| 14 март 2020     | 6           | 18                         | 0                                  |            |

### Смъртни случаи по възраст
| Класификация | Класификация | Смъртни случаи | Смъртни случаи |
| Класификация | Класификация | Брой           | %              |
| ------------ | ------------ | -------------- | -------------- |
| Общо         | Общо         | 131            | 100            |
| Възраст      | 0 – 9        | 1              | 0,76           |
| Възраст      | 10 – 19      | 0              | 0              |
| Възраст      | 20 – 29      | 2              | 1,53           |
| Възраст      | 30 – 39      | 2              | 1,53           |
| Възраст      | 40 – 49      | 13             | 9,92           |
| Възраст      | 50 – 59      | 30             | 22,9           |
| Възраст      | 60+          | 83             | 63,36          |

## В Масовата Култура
- Най-успешният северномакедонски комедиен сериал „Преспав“ излъчва на 26 април 2020 година, излъчен в 20:15 минути местно време извънреден епизод „Ковид един без двайсет“, а средствата, спечелени от него, са дарени на националния фонд за Борба с Коронавируса.[8]
- Изпълнителите Александър и Дац на 24 април излъчват новата си песен „Корона, Чао“.